# المدفة (المفلحي)

تعديل مصدري - تعديل

المدفة هي إحدى قرى عزلة المفلحي بمديرية المفلحي التابعة لمحافظة لحج، بلغ تعداد سكانها 52 نسمة حسب تعداد اليمن لعام 2004.